# جيمس ك. هوبكينز
جيمس ك. هوبكينز (بالإنجليزية: James C. Hopkins)‏ هو قاضي ومحامي وسياسي أمريكي، ولد في 27 أبريل 1819، وتوفي في 3 سبتمبر 1877. انتخب عضو مجلس ولاية نيويورك.